# Khomas NAMPOL Football Club
El Khomas NAMPOL Football Club es un club de fútbol de Namibia que participa en la Premier League de Namibia, la liga de fútbol más importante del país.

## Historia
El Khomas NAMPOL FC se fundó en 2014. El club se proclamó campeón de la Primera División Corrente Sur en 2023 y ascendió por primera vez a la Namibia Premiership. Antes de su primera campaña en la máxima categoría, el club ganó un torneo de pretemporada en el que participaron otros cuatro clubes de la Premiership y el Matebele FC de la Liga Premier de Botsuana.
El Khomas NAMPOL comenzó su primera temporada en la máxima categoría con cinco victorias en sus cinco primeros partidos, encabezando la clasificación en ese momento. En su plantilla figuraban internacionales namibios como Terdius Uiseb y Absalom Iimbondi. El club continuó con sus buenas actuaciones y se mantuvo en la lucha por el título durante toda la temporada. El club acabó terminando el torneo en la tercera posición.

## Palmarés
- Primera División Corriente Sur: 1

2023